# Великий Устюг (аэропорт)
Великий Устюг — аэропорт регионального значения, расположенный в городе Великий Устюг Вологодской области.
Аэропорт принадлежит «Вологодскому авиапредприятию», которое также выполняет туда пассажирские рейсы на самолётах Як-40 из областного центра два раза в неделю.

## История
С 2011 года начали проводиться ремонтные работы по увеличению взлётно-посадочной полосы и реконструкции аэровокзального комплекса. В 2016 году аэропорт включили в федеральную программу, по которой на реконструкцию будет выделено около 1,3 млрд рублей. До 2019 года авиакомпания «Северсталь» осуществляла пассажирские перевозки по маршрутам Москва—Череповец—Великий Устюг и Санкт-Петербург—Череповец—Великий Устюг. 
В августе 2019 года губернатор Вологодской области сообщил, что реконструкция аэропорта будет завершена к 20 августа 2020 года. Длина ВПП будет увеличена до 1800 м, что позволит принимать самолёты L-410, Saab 2000 и Sukhoi Superjet 100 с туристами, прибывающими на «родину» Деда Мороза. Планировалась организация прямых рейсов из Москвы, Санкт-Петербурга и других крупных городов. Позднее, дату окончания работ перенесли на конец ноября.
Аэропорт открыт после реконструкции 25 декабря 2022 года. Тем не менее, после этого регулярные рейсы продолжают выполняться только в города Вологодской области.

## Принимаемые типыВС
Ан-12, Ан-24, Ан-26, Ан-28, Ан-30, Ан-32, Ан-72, Ан-74, Ил-114, Л-410, Як-40, SSJ 100 и др. типы ВС 3-4 класса, вертолёты всех типов.

## Ближайшие аэропорты в других городах
- Котлас (56 км)
- Сыктывкар (261 км)
- Киров (304 км)
- Вологда (390 км)
- Кинешма (439 км)